# Ljoelinsnelweg
De Ljoelinsnelweg (Bulgaars: Люлин) was een autosnelweg in Bulgarije. De weg loopt van Sofia naar Daskalovo en is 19 kilometer lang. De Ljoelinsnelweg droeg het nummer A6, maar werd onderdeel van de A3. Het vrijgekomen nummer A6 werd gegeven aan de snelweg naar Servië.
De weg is genoemd naar het Ljoelin-gebergte.
A1 - Trakija · 
A2 - Hemoes · 
A3 - Stroema · 
A4 - Maritsa · 
A5 - Tsjerno More · 
A6 - Europa · 
A7 - Veliko Tarnovo-Ruse · 
Noordelijke randweg van Sofia · 
Botevgrad-Vidin expresweg